# Campeonato Pan Continental de Curling Femenino de 2024
El III Campeonato Pan Continental de Curling Femenino se celebró en Lacombe (Canadá) entre el 27 de octubre y el 2 de noviembre de 2024 bajo la organización de la Federación Mundial de Curling (WCF) y la Federación Canadiense de Curling.
Las competiciones se realizaron en el Gary Moe Auto Group Sportsplex de la ciudad canadiense.

## Tabla de posiciones
| Pos | Equipo         | G | P | G–P |
| --- | -------------- | - | - | --- |
| 1   | Canadá         | 7 | 0 | –   |
| 2   | Japón          | 6 | 1 | –   |
| 3   | Corea del Sur  | 5 | 2 | –   |
| 4   | China          | 4 | 3 | –   |
| 5   | Estados Unidos | 3 | 4 | –   |
| 6   | Nueva Zelanda  | 2 | 5 | –   |
| 7   | México         | 1 | 6 | –   |
| 8   | China Taipéi   | 0 | 7 | –   |

## Fase final
- Todos los partidos en la hora local de  (UTC+).

|  | Semifinales   | Semifinales   |   |       | Final        | Final |  |
|  |               |               |   |       |              |       |  |
|  |               |               |   |       |              |       |  |
|  | Canadá        | 6             |   |       |              |       |  |
|  | China         | 5             |   |       |              |       |  |
|  |               |               |   |       |              |       |  |
|  |               |               |   |       |              |       |  |
|  |               |               |   |       | Canadá       | 6     |  |
|  |               | Corea del Sur | 5 |       |              |       |  |
|  |               |               |   |       |              |       |  |
|  |               |               |   |       |              |       |  |
|  |               |               |   |       | Tercer lugar |       |  |
|  |               |               |   |       |              |       |  |
|  | Japón         | 6             |   | China | 7            |       |  |
|  | Corea del Sur | 7             |   |       | Japón        | 3     |  |

## Medallistas
| Evento | Oro                                                                              | Plata                                                                | Bronce                                                |
| ------ | -------------------------------------------------------------------------------- | -------------------------------------------------------------------- | ----------------------------------------------------- |
| Equipo | Canadá · Rachel Homan · Tracy Fleury · Emma Miskew · Sarah Wilkes · Rachel Brown | Corea del Sur Gim Eun-Ji Kim Min-Ji Kim Su-Ji Seol Ye-Eun Seol Ye-Ji | China Wang Rui Han Yu Dong Ziqi Jiang Jiayi Su Tingyu |